# James Bond

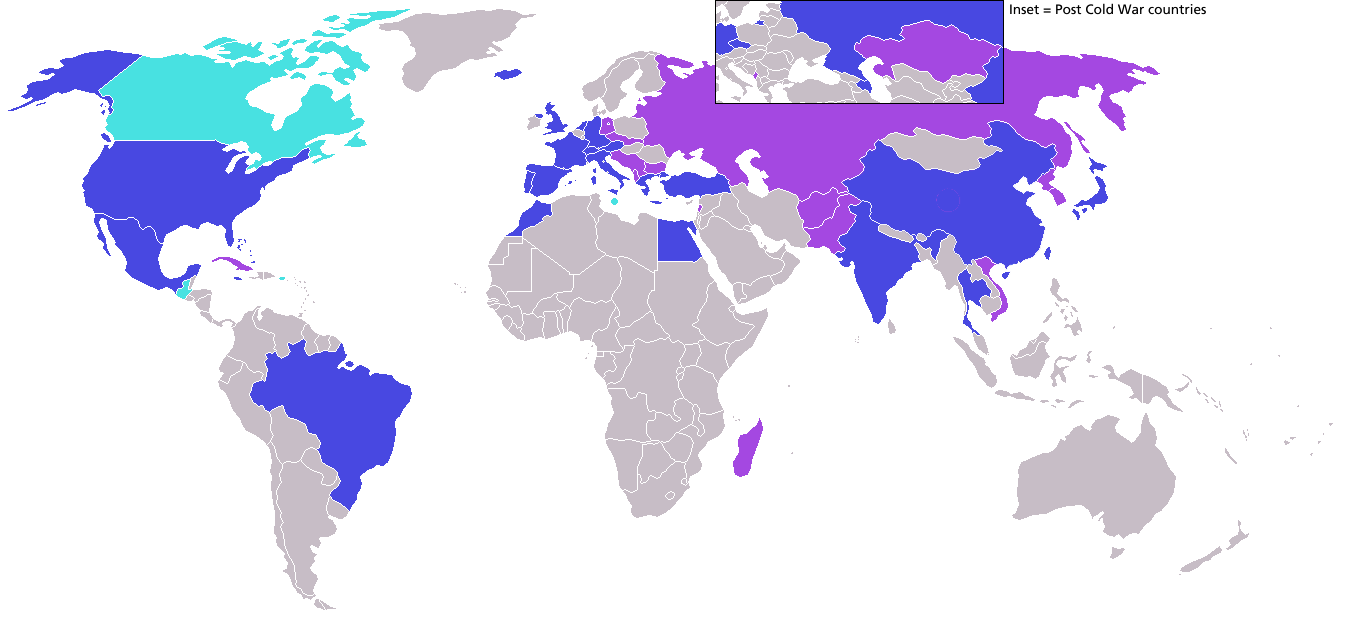
Països que ha visitat James Bond durant les seves aventures.

El comandant James Bond CMG RNVR és un personatge creat pel periodista i novel·lista britànic Ian Fleming l'any 1953. És el protagonista de la sèrie de novel·les, pel·lícules, còmics i videojocs de James Bond. Fleming va escriure dotze novel·les de Bond i dues col·leccions de contes. Els seus dos últims llibres,  The Man with the Golden Gun (1965) i Octopussy and The Living Daylights (1966), es van publicar pòstumament. L'èxit del personatge n'ha motivat una forta presència a la cultura popular, amb productes de marxandatge i paròdies.
El personatge és un agent del Servei Secret, número de codi 007, resident a Londres però actiu internacionalment. Bond era un personatge compost que es basava en una sèrie de comandos que Fleming va conèixer durant el seu servei a la Divisió d'Intel·ligència Naval durant la Segona Guerra Mundial, als quals Fleming va afegir el seu propi estil i alguns dels seus propis gustos. El nom de Bond podria haver estat apropiat de l'ornitòleg nord-americà del mateix nom, encara que és possible que Fleming prengués el nom d'un agent gal·lès amb el qual va servir, James C. Bond. Bond té una sèrie de trets de caràcter consistents que recorren els llibres, com ara el gaudi dels cotxes, l'amor pel menjar, la beguda i el sexe, i una ingesta mitjana de seixanta cigarrets fets a mida al dia.
Des de la mort de Fleming el 1964, hi ha hagut altres escriptors autoritzats de material de Bond, com John Gardner, que va escriure catorze novel·les i dues novel·les; Raymond Benson, que va escriure sis novel·les, tres novel·les i tres contes; i Anthony Horowitz, que ha escrit tres novel·les. També hi ha hagut altres autors que han escrit un llibre cadascun: Kingsley Amis (amb el pseudònim de Robert Markham), Sebastian Faulks, Jeffery Deaver i William Boyd. A més, Charlie Higson i més tard Stephen Cole van escriure una sèrie de novel·les basades en la joventut de Bond, Young Bond.
Com a spin-off de l'obra literària original, Casino Royale, es va fer una adaptació televisiva, "Casino Royale", en la qual Bond es representava com un agent nord-americà. També es va publicar una sèrie de còmics al diari Daily Express. Hi ha hagut vint-i-set pel·lícules de Bond; set actors han interpretat Bond a les pel·lícules

## Antecedents i inspiració
La figura central de l'obra d'Ian Fleming és el personatge fictici de James Bond, un oficial d'intel·ligència del "Servei secret". Bond també és conegut pel seu número de codi, 007, i era un comandant de la Reial Reserva Naval.
| «                              | James Bond és la culminació d'una tradició important però molt calumniada de la literatura anglesa. Quan era nen, Fleming va devorar els contes Bulldog Drummond del tinent coronel Herman Cyril McNeile (també conegut com "Sapper") i les històries de Richard Hannay de John Buchan. El seu geni va ser reempaquetar aquestes aventures antiquades per adaptar-les a la moda de la Gran Bretanya de postguerra... A Bond, va crear un Bulldog Drummond per a l'era dels jets. | » |
| — William Cook a New Statesman | |   |

Durant la Segona Guerra Mundial, Ian Fleming havia esmentat als amics que volia escriure una novel·la d'espionatge. No va ser fins al 1952, però, poc abans del seu casament amb la seva xicota embarassada, Ann Charteris, que Fleming va començar a escriure el seu primer llibre, Casino Royale, per distreure's de les seves properes núpcies. Fleming va començar a escriure la novel·la a la seva finca Goldeneye a Jamaica el 17 de febrer de 1952, escrivint 2.000 paraules al matí, directament des de les seves pròpies experiències i imaginació. Va acabar el treball en el manuscrit en poc més d'un mes, completant-lo el 18 de març de 1952. Descrivint l'obra com una "terrible bestiesa", Fleming la va mostrar a una exnòvia, Clare Blanchard, que li va aconsellar que no la publiqués en absolut, però que si ho feia, hauria de ser amb un altre nom. Malgrat aquest consell, Fleming va escriure un total de dotze novel·les de Bond i dues col·leccions de contes abans de la seva mort el 12 d'agost de 1964. Els dos últims llibres:  The Man with the Golden Gun (1965) i Octopussy and The Living Daylights —es van publicar pòstumament.

### Inspiració per al personatge
Fleming va basar la seva creació en una sèrie d'individus que va trobar durant el seu temps a la  Divisió d'Intel·ligència Naval durant la Segona Guerra Mundial, admetent que Bond "era un compost de tots els agents secrets i tipus de comando que vaig conèixer durant la guerra". Entre aquests tipus hi havia el seu germà, Peter, a qui Fleming adorava i que havia estat involucrat en operacions darrere de les línies a Noruega i Grècia durant la guerra.
A part del germà de Fleming, alguns altres també van proporcionar alguns aspectes de l'aparença de Bond, com Conrad O'Brien-ffrench, un espia esquiador que Fleming havia conegut Kitzbühel als anys trenta, Patrick Dalzel-Job, que va servir amb distinció al 30. AU durant la guerra, i Bill "Biffy" Dunderdale, cap de l'estació de l'MI6 a París, que portava botons de puny i vestits fets a mà i conduïa per París en un Rolls-Royce. Sir Fitzroy Maclean va ser una altra figura esmentada com a possibilitat, basat en el seu treball de guerra darrere de les línies enemigues als Balcans, igual que l'agent doble de l'MI6 Dušan Popov.
El 2016, un documental de la BBC Radio 4 va explorar la possibilitat que el personatge de Bond fos creat per l'autora del segle xx i mentora de Fleming, Phyllis Bottome a la seva novel·la de 1946, The Lifeline. L'escriptor d'espies Nigel West ha destacat diferents semblances entre el protagonista de The Lifeline, Mark Chalmers i Bond.

### Orígens del nom

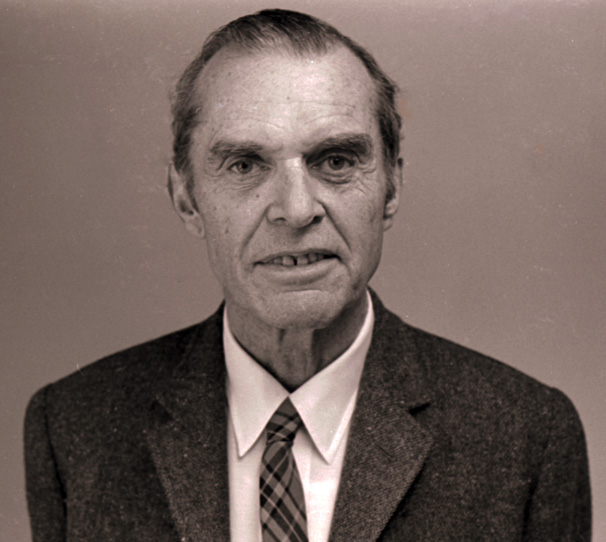
James Bond, ornitòleg; el proveïdor acceptat del nom de Bond

Fleming va prendre el nom del seu personatge del de l'ornitòleg nord-americà James Bond, un expert en ocells del Carib i autor de la guia de camp definitiva Ocells de les Índies Occidentals; Fleming, un apassionat observador d'ocells, tenia un exemplar de la guia de Bond i més tard va explicar a la dona de l'ornitòleg que "Em va sorprendre que aquest nom breu, poc romàntic, anglosaxó i tanmateix molt masculí era just el que necessitava i, per tant, un segon James Bond havia nascut"
| «                                                 | Quan vaig escriure el primer el 1953, volia que Bond fos un home extremadament avorrit i poc interessant a qui li passaven coses; Volia que fos un instrument contundent... quan buscava un nom per al meu protagonista vaig pensar per Déu que [James Bond] és el nom més avorrit que he sentit mai. | » |
| — Ian Fleming, The New Yorker, 21 d'abril de 1962 | |   |

En una altra ocasió, Fleming va dir: "Volia el nom més senzill, avorrit i més senzill que pogués trobar, 'James Bond' era molt millor que alguna cosa més interessant, com ara 'Peregrine Carruthers'. Passarien coses exòtiques a ell i al seu voltant, però seria una figura neutral, un instrument anònim i contundent que maneja un departament del govern." Després que Fleming es va reunir amb l'ornitòleg i la seva dona, els va descriure com "una parella encantadora que es diverteix amb tota la broma". En el primer esborrany de Casino Royale va decidir utilitzar el nom de James Secretan com a portada de Bond durant les missions.
El 2018, es va informar que el nom podria haver sorgit d'un antic membre de l'Executiva d'Operacions Especials, James Charles Bond, que, segons els registres militars publicats, havia servit sota Fleming.
El número de codi de Bond, 007, va ser assignat per Fleming en referència a un dels èxits clau de la intel·ligència naval britànica de la Primera Guerra Mundial: la ruptura del codi diplomàtic alemany. Un dels documents alemanys trencats i llegits pels britànics va ser el Telegrama Zimmermann, que estava codificat 0075, i que va ser un dels factors que va portar a l'entrada dels Estats Units a la guerra.

## Caracterització

### Aparença

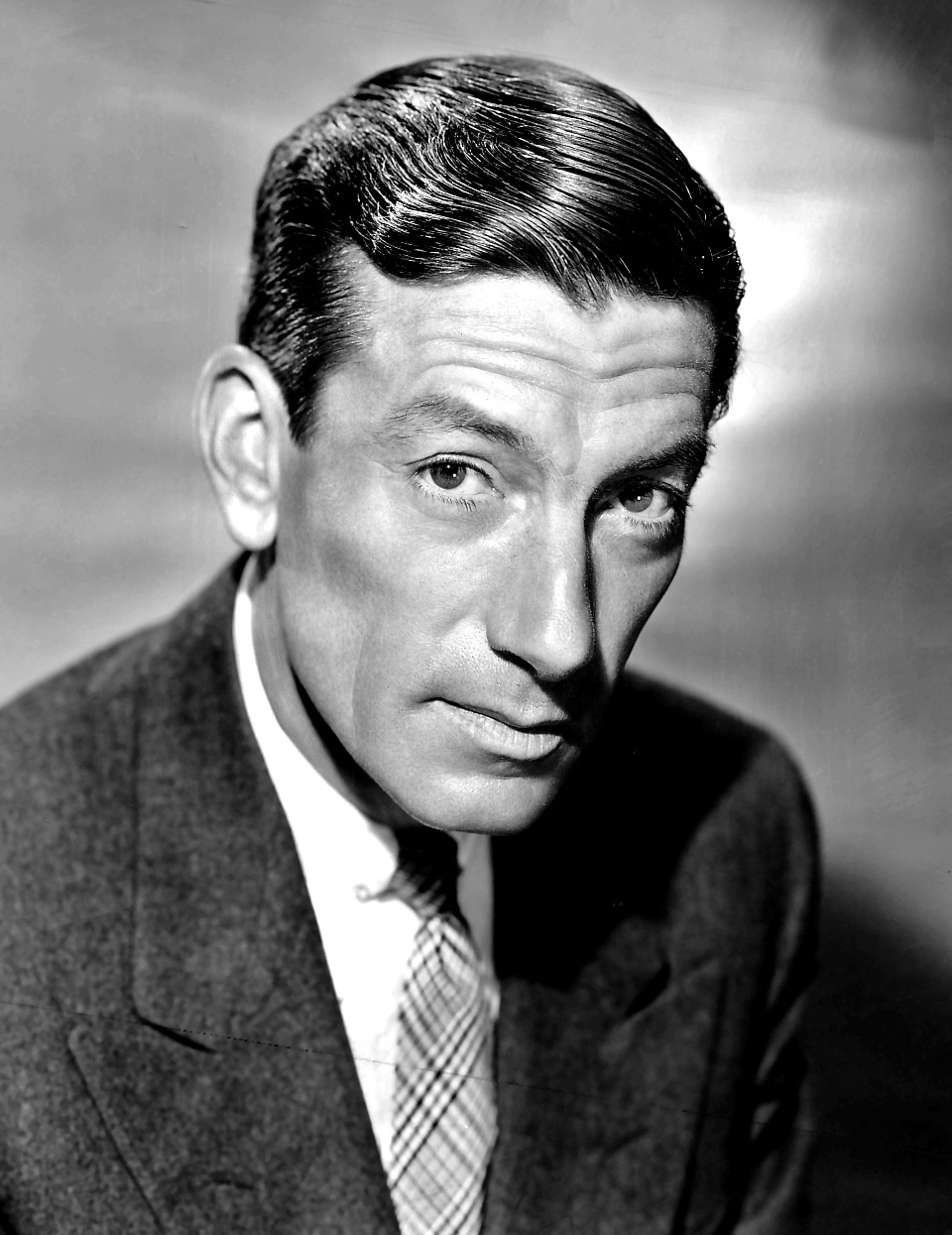
Fleming va comparar l'aparença de Bond amb Hoagy Carmichael.

Facialment, Bond s'assembla al compositor, cantant i actor Hoagy Carmichael. A Casino Royale, Vesper Lynd comenta: "Bond em recorda més aviat a Hoagy Carmichael, però hi ha alguna cosa freda i despietada". De la mateixa manera, a Moonraker, l'oficial especial de la sucursal, Gala Brand, pensa que Bond és "segurament guapo... Més aviat com Hoagy Carmichael en certa manera. Aquell cabell negre que cau per la cella dreta. Els mateixos ossos. Però hi havia alguna cosa una mica cruel a la boca i els ulls eren freds." Altres, com el periodista Ben Macintyre, identifiquen aspectes de l'aspecte propi de Fleming en la seva descripció de Bond. Les referències generals a les novel·les descriuen a Bond com "aspecte fosc i més aviat cruel".
A les novel·les (sobretot From Russia, with Love), la descripció física de Bond ha estat generalment coherent: complexió esvelta; una cicatriu vertical prima de 3 polzades (76 mm) de llarg a la galta dreta; ulls blau-gris; una boca "cruel"; cabell curt i negre, una coma del qual descansa al front. Físicament es descriu com 1,83 m (6 peus 0 polzades) d'alçada i 76 kg (168 lliures) de pes. A Casino Royale, un agent de SMERSH grava la lletra ciríl·lica russa "Ш" (SH) (per a Shpion : "Espia") a la part posterior de la mà dreta de Bond; al començament de Live and Let Die, Bond ha tingut un empelt de pell per amagar les cicatrius.

### Fons

#### Primers anys
A les històries de Fleming, Bond té entre trenta-cinc i quaranta anys, però no envelleix. A Moonraker, admet haver estat vuit anys menys que l'edat de jubilació obligatòria de la secció 00 —45 anys—, la qual cosa significaria que tenia 37 en aquell moment. Fleming no va proporcionar la data de naixement de Bond, però a la biografia fictícia de Bond de John Pearson, James Bond: The Authorized Biography of 007, li dona una data de naixement l'11 de novembre de 1920, mentre un estudi realitzat per l'estudiós de Bond. John Griswold posa la data a l'11 de novembre de 1921. Segons Griswold, les novel·les de Fleming tenen lloc entre el maig de 1951, i el febrer de 1964, moment en què Bond tenia 42 anys.
| «                                        | Si la qualitat d'aquests llibres, o el seu grau de veracitat, hagués estat més alt, l'autor segurament hauria estat processat en virtut de la Llei de secrets oficials. És una mesura del menyspreu amb què es mantenen aquestes ficcions al Ministeri, que encara no s'ha fet —subratllo la qualificació— accions contra l'autor i editor d'aquestes caricatures volades i romantizades d'episodis de la carrera d'un destacat servidor públic. | » |
| — You Only Live Twice, Chapter 21: Obit: | |   |

Escut d'armes semi-fictici de la "família Bond".

Fleming va escriure On Her Majesty's Secret Service mentre Dr. No s'estava filmant a Jamaica i va ser influenciat pel càsting de l'actor escocès Sean Connery per donar a Bond ascendència escocesa. No va ser fins a la penúltima novel·la, You Only Live Twice, que Fleming va donar a Bond un sentit més complet dels antecedents familiars, utilitzant un obituari fictici, suposadament de The Times. La novel·la revela que els pares de Bond eren Andrew Bond, de Glencoe, i Monique Delacroix, del Cantó de Vaud. El llibre va ser el primer escrit després de la publicació de Dr. No als cinemes i la representació de Bond de Connery van afectar la interpretació de Fleming del personatge, per donar a Bond un sentit de l'humor que no estava present a les històries anteriors. Bond passa gran part dels seus primers anys a l'estranger, convertint-se en multilingüe en alemany i francès a causa del treball del seu pare com a representant de la companyia d'armament Vickers. Bond queda orfe als 11 anys després que els seus pares moren en un accident d'escalada a les Aiguilles Rouges, prop de Chamonix.
Després de la mort dels seus pares, Bond va anar a viure amb la seva tia, la senyoreta Charmian Bond, al poble de Pett Bottom, on va completar la seva primera educació. Més tard, va assistir breument a l'Eton College als "12 o més o menys", però va ser expulsat després de dues meitats a causa de problemes de nena amb una minyona. Després de ser enviat des d'Eton, Bond va ser enviat al Fettes College d'Escòcia, l'escola del seu pare. En la seva primera visita a París als 16 anys, Bond va perdre la virginitat, recordant més tard l'esdeveniment a in "From a View to a Kill". Fleming va fer referència a la seva pròpia educació per a la seva creació, amb Bond al·ludint a assistir breument a la Universitat de Ginebra (com ho va fer Fleming), abans que Hannes Oberhauser li va ensenyar a esquiar a Kitzbühel (com ho va ser Fleming), que després és assassinat a "Octopussy".
Bond es va unir al Servei Secret el 1938, tal com descriu un dossier rus sobre ell a From Russia, with Love. El 1939 va passar dos mesos al Casino de Montecarlo observant un grup romanès fent trampes abans que ell i el Deuxième Bureau els tanquessin. L'obituari de Bond a You Only Live Twice afirma que es va unir a "una branca del que posteriorment es convertiria en el Ministeri de Defensa" el 1941, on va ascendir al rang d'oficial principal. El mateix any es va convertir en tinent de la Reial Reserva Naval de Voluntaris, acabant la guerra com a comandant.
Al començament del primer llibre de Fleming, Casino Royale, Bond ja és un agent 00, després d'haver rebut el càrrec després de matar dos agents enemics, un espia japonès al trenta-sisè pis del RCA Building del Rockefeller Center (aleshores allotjava la seu central) de Cordinació Britànica de Seguretat (British Security Co-ordination - BSC) a la ciutat de Nova York i un agent doble noruec que havia traït dos agents britànics; l'estudiós de Bond John Griswold suggereix que aquests formaven part del servei militar de Bond en temps de guerra amb l'Executiva d'Operacions Especials, una organització militar britànica encoberta de la Segona Guerra Mundial. Bond és nomenat company de l'orde de Sant Miquel i Sant Jordi el 1953, com es descriu en un dossier rus sobre Bond a From Russia, with Love, o el 1954, tal com descriu l'obituari de Bond a You Only Live Twice.

### Vida personal
Bond viu en un pis a prop de King's Road, al barri londinenc de Chelsea. Els autors de continuació John Pearson i William Boyd identifiquen la ubicació com a Wellington Square. El primer creia que l'adreça era el número 30, i el segon el número 25. El seu pis és cuidat per una mestressa escocesa d'edat avançada anomenada May. El nom de May va ser pres de May Maxwell, la mestressa de cases de l'amic íntim de Fleming, el nord-americà Ivar Bryce. L'any 1955, Bond va guanyar unes 2.000 lliures anuals netes (equivalent a £56.000 el 2021); tot i que quan estava a càrrec, treballava en un compte de despeses il·limitades. Gran part de la rutina diària de Fleming mentre treballava a The Sunday Times es va integrar en les històries de Bond, i ho va resumir al començament de Moonraker:
| «                                      | ... hores d'oficina elàstiques d'unes deu a sis; dinar, generalment a la cantina; vespres jugant a cartes en companyia d'uns quants amics propers, o a casa de Crockford; o fer l'amor, amb passió més aviat freda, a una de les tres dones casades amb una disposició semblant; els caps de setmana jugant al golf per apostes altes en un dels clubs propers a Londres. | » |
| — Moonraker, Capítol 1: Papers secrets | |   |

Només una vegada a la sèrie Fleming té parella per a Bond al seu pis, amb l'arribada de Tiffany Case, arran de la missió de Bond als Estats Units a Diamonds Are Forever. A l'inici del llibre següent, From Russia, With Love, Case ha marxat per casar-se amb un nord-americà. En Bond només es casa una vegada, a On Her Majesty's Secret Service, amb Teresa "Tracy" di Vicenzo, però el seu matrimoni acaba tràgicament quan és assassinada el dia del seu casament per l'enemic de Bond Ernst Ernst Stavro Blofeld.
A la penúltima novel·la de la sèrie, You Only Live Twice, Bond pateix amnèsia i té una relació amb una noia de busseig Ama, Kissy Suzuki. Com a resultat de la relació, Kissy queda embarassada, tot i que ella no ho revela a Bond abans que marxi de l'illa.

### Gustos i estil

#### Aficions
Bond és un atleta consumat, i té cura del seu cos amb dutxes d'aigua freda. És un excel·lent esquiador, és un fenomen jugant al golf, bon nedador i hàbil submarinista. Domina el bridge, la ruleta i els jocs d'atzar..
Parla perfectament francès i alemany, tot i que com a bon britànic prefereix parlar en anglès.
Quan llegeix, que ho fa en rares ocasions, les seves lectures preferides es composes d'obres de Raymond Chandler, Eric Ambler o Rex Stotut, al marge d'algun manual de golf. El seu diari favorit és el Daily Express.
 Sovinteja el Boodles o el Turf, selectes clubs que no admeten dones..

#### Beguda
El biògraf de Fleming, Andrew Lycett, va assenyalar que "en les primeres pàgines [de Casino Royale] ] Ian havia introduït la majoria de les idiosincràsies i marques comercials de Bond", que incloïa el seu aspecte, el seu Bentley i els seus hàbits de fumar i beure.. Els detalls complets del martini de Bond es van mantenir fins al capítol set del llibre i Bond finalment el va anomenar "The Vesper", després del seu interès amorós Vesper Lynd.
| «                                         | "Un martini sec", va dir. 'Un. En una copa de xampany profunda. —Oui, monsieur. 'Només un moment. Tres mesures de Gordon's, una de vodka, mitja mesura de Kina Lillet. Agiteu-ho molt bé fins que estigui ben fred, després afegiu-hi una rodanxa gran i fina de pell de llimona. Ho tinc?' —Per descomptat, senyor. El barman semblava satisfet amb la idea. Déu, això és sens dubte una beguda", va dir Leiter. Bond va riure. "Quan estic... eh... concentrat", va explicar, "mai no prenc més d'una copa abans de sopar. Però m'agrada que aquesta sigui gran i molt fort i molt fred, i molt ben fet. Odio les petites porcions de qualsevol cosa, sobretot quan tenen mal gust. Aquesta beguda és una invenció meva. Ho patentaré quan pensi en un bon nom.' | » |
| — Casino Royale, Capítol 7: Rouge et Noir | |   |

Els hàbits de beure de Bond es recorren al llarg de la sèrie de llibres. Només durant el transcurs de On Her Majesty's Secret Service, Bond consumeix quaranta-sis copes: vins Pouilly-Fuissé, Riquewihr i Marsala, la major part d'una ampolla de vi algerià, un claret Château Mouton Rothschild de 1953, juntament amb els xampanys Taittinger i Krug i Babycham; per als whiskies consumeix tres bourbon i aigua, mitja pinta de bourbon IW Harper, whisky Jack Daniel's, dos bourbons dobles a les roques, dos whisky i refrescos, dos scotchs nets i un got de whisky net; el consum de vodka va ascendir a quatre vodka i tònics i tres martinis de vodka doble; altres begudes alcohòliques incloïen dos aiguardents dobles amb ginger ale, un flascó de schnaps Enzian i una ginebra doble: també el renta amb quatre gots de cervesa alemanya. La ingesta d'alcohol de Bond no sembla afectar el seu rendiment.
Les seves begudes favorites són el Martini i el Blanc des Blacs de Taittinger, tot i que també li encanta el Bourdeaux blanc.
Pel que fa a les begudes no alcohòliques, Bond evita el te, anomenant-lo "fang" i culpant-lo de la caiguda de l'Imperi Britànic. En canvi, prefereix beure cafè fort.

#### Menjar
Quan a Anglaterra i no en una missió, Bond sopa tan senzillament com Fleming en plats com el llenguado a la brasa, oeufs en cocotte o rosbif fred amb amanida de patates. Quan està en una missió, però, Bond menja de manera més extravagant i és tot un gourmet (el seu menjar favorit és el caviar Royal Belguga del nord del Caspi Això va ser en part perquè l'any 1953, quan es va publicar Casino Royale, molts aliments encara estaven racionats al Regne Unit, i Bond era "l'antídot ideal per a l'austeritat de la postguerra, el racionament i la premonició imminent de la pèrdua de poder britànics". Aquesta extravagància va ser més notable amb els seus lectors contemporanis de Bond menjant aliments exòtics i locals a l'estranger, en un moment en què la majoria dels seus lectors no viatjaven a l'estranger.
L'1 d'abril de 1958 Fleming va escriure a The Manchester Guardian en defensa del seu treball, fent referència a la revisió d'aquest article sobre Dr. No. Mentre es referia al consum d'aliments i vi de Bond com a "truc", Fleming va lamentar que "s'ha convertit en una marca comercial desafortunada. Jo mateix aborreixo el Wine-and-Foodmanship. El meu propi menjar preferit són els ous remenats."A Fleming li agradaven tant els ous remenats que va utilitzar la seva història curta, "007 in New York", per oferir la seva recepta preferida per al plat: a la història, aquesta venia de la mestressa de cases de l'amic de Fleming, Ivar Bryce, May, que va donar el seu nom a la pròpia mestressa de cases de Bond. L'acadèmic Edward Biddulph va observar que Fleming descrivia completament setanta àpats dins de la sèrie de llibres i que, tot i que alguns d'aquests tenien articles en comú, com ous remenats i bistecs, cada menjar era diferent dels altres.

#### Fumar
Bond és un gran fumador, en un moment donat pot arribar a fumar 70 cigarretes al dia. Bond té els seus cigarrets fets en exclusiva per a ell per Morland de Grosvenor Street, barrejant tabac grec i turc i amb un contingut de nicotina més alt del normal; els cigarrets tenen tres bandes daurades al filtre. Bond portava els seus cigarrets en una caixa de cigarrets ample de canya que portava cinquanta; també va utilitzar un encenedor Ronson oxidat negre, però també fa servir un encenedor Dunhill de plata. Els cigarrets eren els mateixos que els de Fleming, que havia estat comprant el seu a Morland des de la dècada de 1930; les tres bandes d'or del filtre es van afegir durant la guerra per reflectir el rang de comandant naval. De mitjana, Bond fuma seixanta cigarrets al dia, encara que va reduir a uns vint-i-cinc al dia després de la seva visita a una granja de salut a Thunderball: el mateix Fleming fumava fins a 80 cigarrets al dia.

Quan no pot fumar les seves cigarretes, també fuma Duke de Durham King Size amb filtre, Senio Service o Chesterfield King.

#### Drogues
Bond ocasionalment complementa el seu consum d'alcohol amb l'ús d'altres drogues, tant per raons funcionals com recreatives: Moonraker veu Bond consumir una quantitat d'amfetamina benzedrina acompanyada de xampany, abans de la seva partida de bridge amb Sir Hugo Drax (també consumint una garrafa vintage de vodka de Riga i un martini de vodka); també utilitza la droga per estimular-se en missions, com ara nedar a través de Shark Bay a Live and Let Die, o mantenir -se despert i alerta quan és amenaçat al Dreamy Pines Motor Court a The Spy Who Loved Me.

#### Cotxes
Bond és un entusiasta dels cotxes i s'interessa molt pels seus vehicles. A Moonraker, Fleming escriu que "Bond havia incursionat una vegada als marges del món de les carreres", implicant que Bond havia córrer en el passat. Al llarg dels 14 llibres, Bond té tres cotxes, tots Bentley. Per als tres primers llibres de la sèrie, Bond condueix un Bentley de 4½ litres sobrealimentat de 1930, pintat de color gris cuirassat, que va comprar el 1933. Durant la guerra va guardar el cotxe al magatzem. Destrossa aquest cotxe el maig de 1954 durant els esdeveniments de Moonraker.
Posteriorment, Bond compra un coupé Bentley Mark VI, utilitzant els diners que va guanyar a Hugo Drax a Blades. Aquest cotxe també està pintat de gris cuirassat i té una tapisseria blau fosc. Fleming es refereix a aquest cotxe com un model del 1953, tot i que l'últim any de la marca va ser el 1952. És possible que l'any 1953 es refereixi a la carrosseria, que en aquest cas probablement el convertiria en un cotxe amb carrosseria Graber.
A Thunderball, Bond compra el naufragi d'un Bentley R-Type Continental amb carrosseria de berlina esportiva i motor de 4,5 L. Produït entre 1952 i 1955, Bentley va construir 208 d'aquests cotxes, 193 dels quals tenien carrosseries H. J. Mulliner. El cotxe de Bond s'hauria construït abans de juliol de 1954, ja que els motors instal·lats després d'aquest temps eren de 4,9 L. Fleming anomena curiosament aquest cotxe "Mark II", un terme que mai es va utilitzar. Bond substitueix el motor per un Mark IV 4.9 L i encarrega una carrosseria a Mulliners que era un "assumpte de dos places descapotable bastant quadrat". Pinta aquest cotxe de guerra de color gris i el tapeix de negre. Més tard, contra el consell de Bentley, afegeix un sobrealimentador Arnott. El 1957 Fleming havia escrit al president de Rolls-Royce, Whitney Straight, per obtenir informació sobre un cotxe nou per a Bond. Fleming volia que el cotxe fos un encreuament entre un Bentley Continental i un Ford Thunderbird. Straight va assenyalar Fleming al número de xassís BC63LC, que probablement va ser la inspiració per al vehicle que va acabar al llibre. Aquest cotxe s'havia lliurat el maig de 1954 a un Sr. Silva com a coupé de carrosseria Mulliner. Després de fer rodar el cotxe i destrossar el cos, Silva va encarregar a Mulliner que el convertís en un capçal. No obstant això, el preu de Mulliner era massa alt i Silva finalment va fer construir la carrosseria per Henri Chapron, amb l'obra completada el juliol de 1958. El 2008 la carrosseria d'aquest cotxe es va modificar per adaptar-se més a la proposta de conversió de Mulliner.

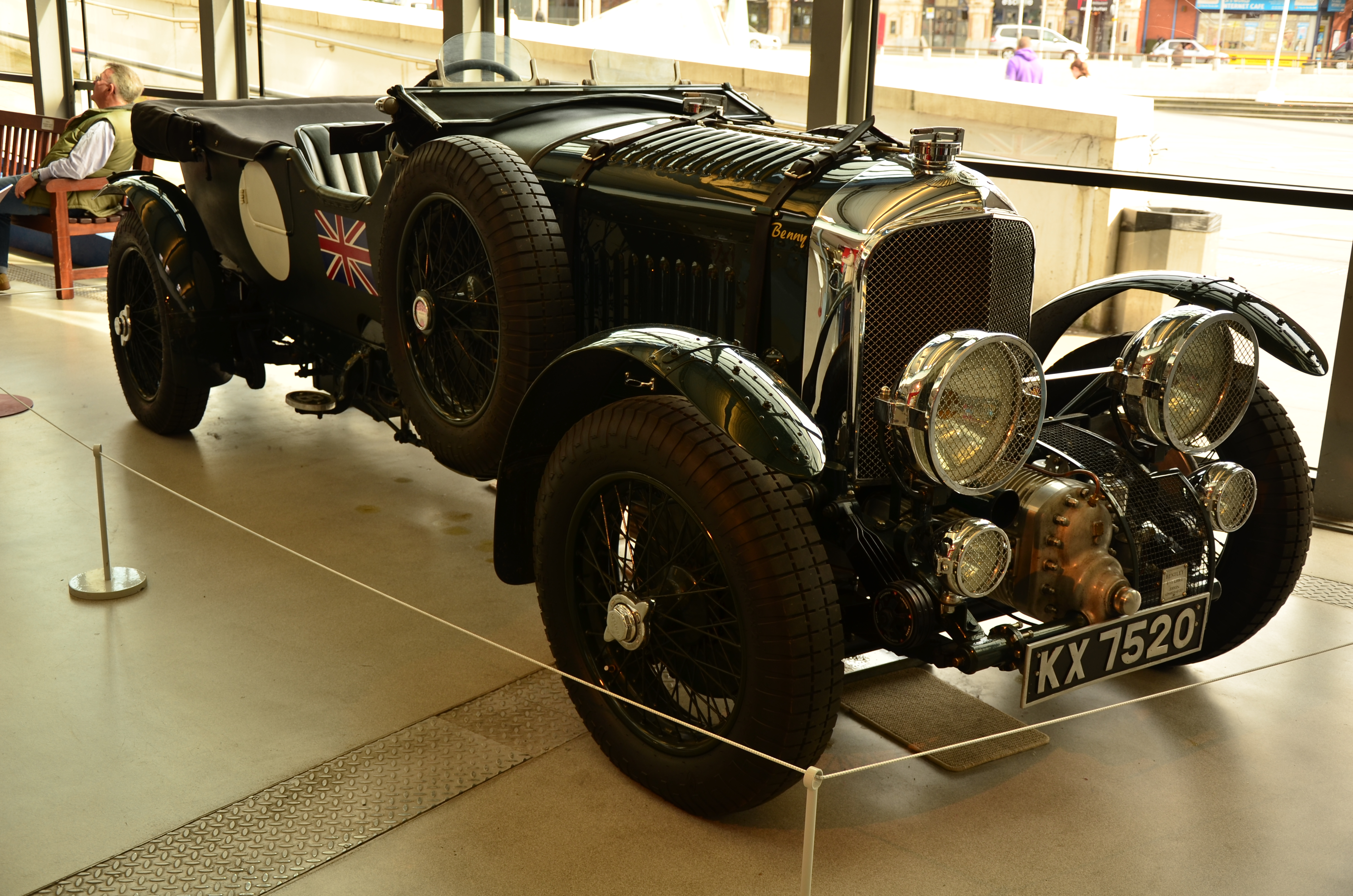
Blower Bentley de 4,5 litres de 1930
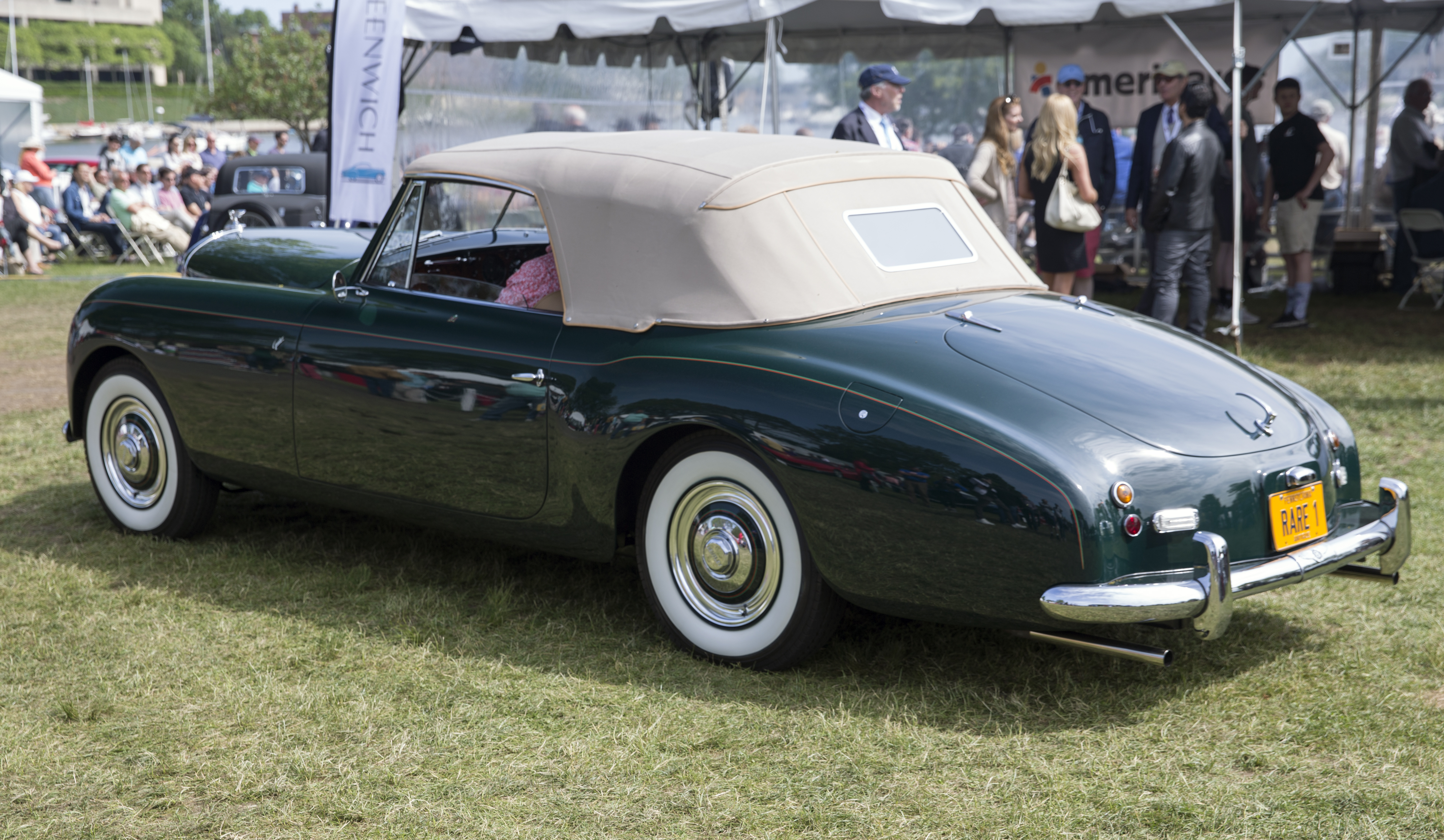
Bentley Mark VI de 1951 amb carrosseria Graber de 1953
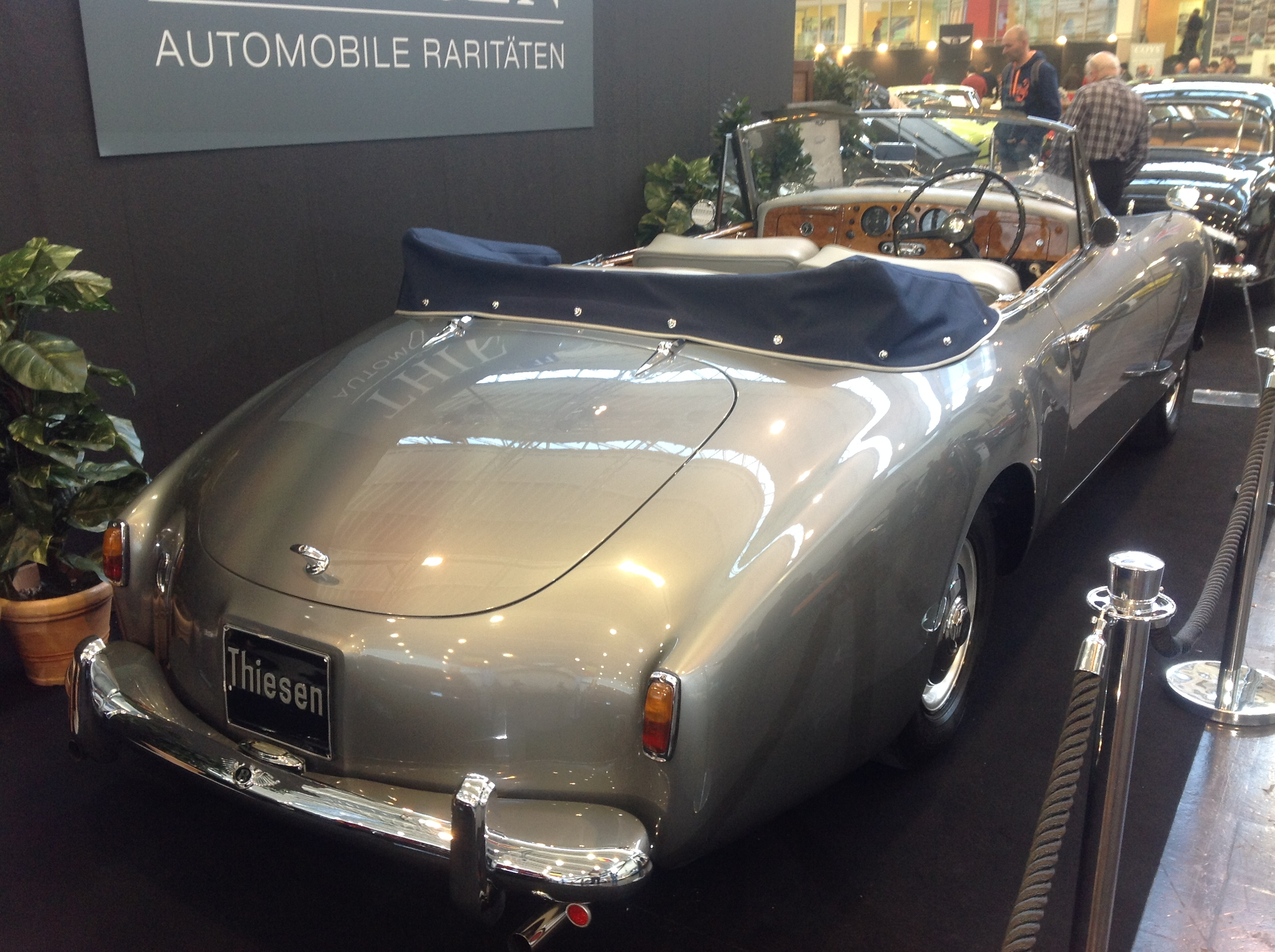
Bentley R-Type Continental
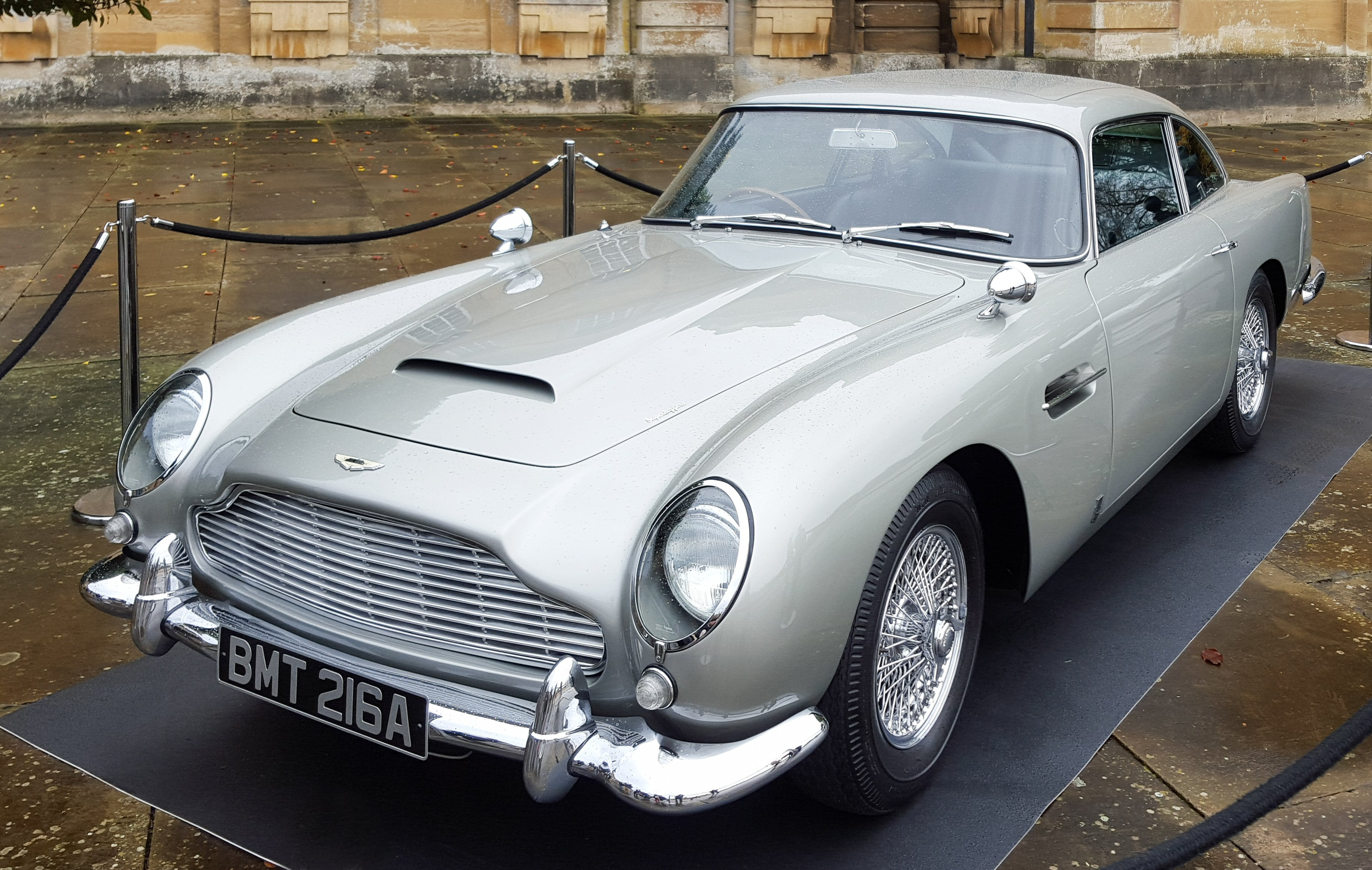
Aston Martin DB5

A la pel·lícula Goldfinger, Bond porta un dels cotxes que més han quedat a l'imaginari popular: un Aston Martin DB5 ple de gadgets. A El demà no mor mai canvia a un BMW 750 també tunejat.

### Actituds
Segons l'acadèmic Jeremy Black, Bond està escrit com un personatge complex, tot i que també va ser sovint la veu dels prejudicis de Fleming. Al llarg dels llibres de Fleming, Bond expressa actituds racistes, masclistes i homòfobes. La producció d'aquests prejudicis, combinada amb les històries de les accions de Bond, va portar el periodista Iuri Júkov a escriure un article el 1965 per al diari soviètic Pravda, descrivint els valors de Bond:
| «                                             | James Bond viu en un món de malson on les lleis s'escriuen a punta de pistola, on la coacció i la violació es consideren valor i l'assassinat és un truc divertit... La feina de Bond és protegir els interessos de la classe propietària, i no ho és millor que els joves que Hitler es va presumir de criar com feres salvatges per poder matar sense pensar-ho. | » |
| — Iuri Júkov, Pravda, 30 de setembre de 1965. | |   |

Black no considera que Bond sigui la bèstia salvatge irreflexiva sobre la qual escriu Júkov. A From Russia, with Love, observa que Kerim Bey dispara a l'assassí búlgar Krilencu i Bond observa que mai havia matat ningú a sang freda. A bloodIn "The Living Daylights" Bond falla deliberadament el seu objectiu, adonant-se que el franctirador que li han enviat a matar no és un professional, sinó simplement una bella violoncel·lista. Bond ho resol en la seva ment pensant que "No va ser exactament un assassinat. Molt a prop, però". Goldfinger comença amb Bond pensant en l'experiència de matar un assassí mexicà dies abans. És filosòfic al respecte:
| «                                                       | Formava part de la seva professió matar gent. No li havia agradat mai fer-ho i quan havia de matar ho feia tan bé com sabia i se'n va oblidar. Com a agent secret que tenia el rar prefix de doble O, la llicència per matar al Servei Secret, era el seu deure ser tan genial amb la mort com un cirurgià. Si va passar, va passar. El lamentar no era professional; pitjor, era un escarabat vigilant la mort a l'ànima. | » |
| — Goldfinger, Capítol 1: Reflexions en un Bourbon doble | |   |

En resposta a les crítiques d'un crític sobre Bond com a dolent, Fleming va dir en una entrevista a Playboy de 1964 que no considerava que el seu personatge fos particularment dolent o bo: No crec que sigui necessàriament un bon o un dolent. Qui és? Té els seus vicis i molt poques virtuts perceptibles, excepte el patriotisme i la valentia, que probablement no són virtuts de totes maneres... Però no tenia la intenció que fos una persona especialment simpàtica". Fleming va estar d'acord amb la caracterització d'alguns crítics de Bond com un assassí irreflexiu, però va expressar que era un producte de la seva època: "James Bond és un home sa, violent i no cerebral als seus trenta anys i una criatura de la seva època. No diria que sigui particularment típic dels nostres temps, però sens dubte ho és.
Una altra actitud i prejudici general de Fleming que Bond dona veu inclou el seu enfocament a l'homosexualitat. Tot i que Fleming tenia una sèrie d'amics gais, entre ells Noël Coward i el seu editor, William Plomer, va dir que els seus llibres estaven "escrits per a heterosexuals de sang calenta". La seva actitud va anar més enllà, amb Bond opinant que els homosexuals eren "un ramat d'inadaptats sexuals infeliços, estèrils i plens de frustracions, les dones volien dominar i els homes a ser mainada", i va afegir que "estava greu per ells, però no tenia temps per a ells."

### Habilitats

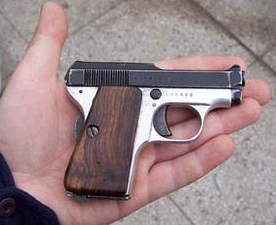
Una pistola Beretta 418 fàcil d'ocultar que va ser l'arma original de Bond

Des de Casino Royale fins a From Russia, with Love, l'arma preferida de Love Bond és una pistola automàtica Beretta ACP .25 portada en una funda lleugera de cuir d'isard. No obstant això, Fleming va ser contactat per un entusiasta de Bond i expert en armes, Geoffrey Boothroyd, que va criticar l'elecció de Fleming de l'arma de foc per a Bond i va suggerir una Walther PPK de 7,65 mm. Fleming va utilitzar el suggeriment a Dr. No, també va aconsellar que s'hauria d'utilitzar amb la funda d'espatlla de triple tiratge Berns-Martin. Com a agraïment, l'armer del Servei Secret que li dona a Bond la seva arma va rebre el nom de Major Boothroyd, i és presentat per M, el Cap del Servei Secret d'Intel·ligència, com "el més gran expert en armes petites del món".
| «                                                | Vull assenyalar que un home en la posició de James Bond mai es plantejaria utilitzar una Beretta .25. És realment una pistola de dama, i no és una dona molt agradable! M'atreviria a suggerir que Bond hauria d'anar armat amb un .38 o un nou mil·límetres, diguem-ne un Walther PPK alemany? Això seria molt més apropiat. | » |
| — Geoffrey Bootthroyd, carta a Ian Fleming, 1956 | |   |

Kingsley Amis, a The James Bond Dossier, va assenyalar que, tot i que Bond és un molt bon tirador i el millor del Servei Secret, l'instructor encara el guanya, cosa que va afegir realisme al personatge de Bond. Amis va identificar una sèrie d'habilitats on Bond és molt bo, però encara és superable per altres. Aquests inclouen l'esquí, el combat cos a cos (elaborat al dossier SMERSH sobre Bond a From Russia, With Love com a competent en boxa amb un bon coneixement pràctic de preses de judo), natació submarina i golf. Conduir també era una habilitat que Amis va identificar on Bond era bo, però d'altres eren millors; un dels que és millor pilot que Bond és Sir Hugo Drax, que fa que Bond cancel·li el seu Bentley 4½ Litre sobrealimentat de color gris cuirassat. Posteriorment, Bond condueix un Mark II Continental Bentley, que fa servir en els llibres restants de la sèrie, encara que se li facilita un Aston Martin DB Mark III a Goldfinger.

## Novel·les de escrites per Ian Flemming

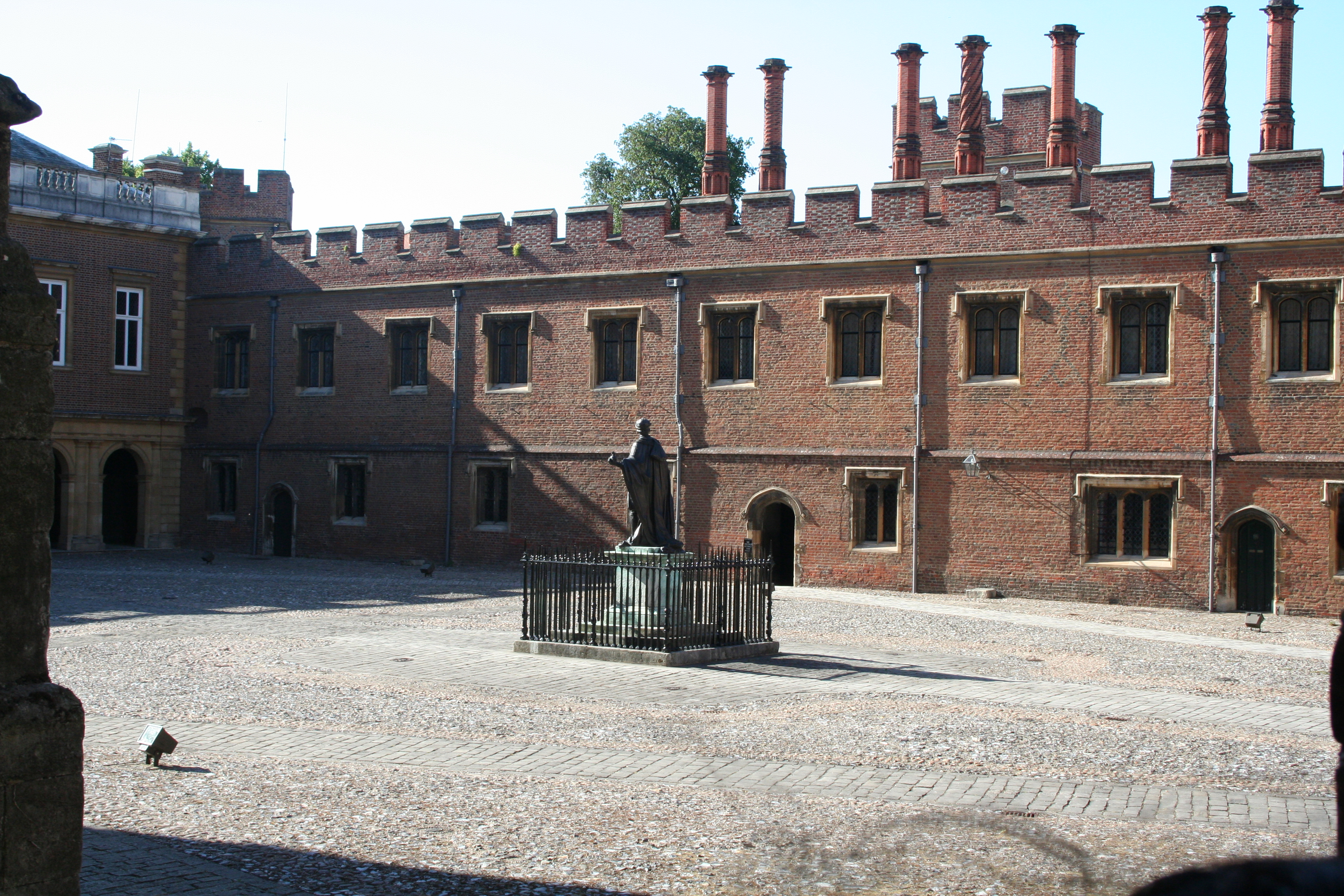
Eton College: alma mater de Bond.

Novel·les escrites de 007 per Ian Fleming:
- Casino Royale (Casino Royale, 1953)
- Viure i deixar morir (Live and Let Die, 1954)
- Sabotatge (Moonraker, 1955)
- Diamants eterns (Diamonds Are Forever, 1956)
- Des de Rússia amb amor (From Russia with Love, 1957)
- El Doctor No (Doctor No, 1958)
- Goldfinger (Goldfinger, 1959)
- Només per als teus ulls (For Your Eyes Only, 1960) Recull d'històries curtes.
- Operació tromba (Thunderball, 1961)
- L'espia que m'estimava (The Spy Who Loved Me, 1962)
- Al servei secret de Sa Majestat (On Her Majesty's Secret Service, 1963)
- Només es viu dues vegades (You Only Live Twice, 1964)
- L'home de la pistola d'or (The Man with the Golden Gun, 1965) Pòstuma.
- Octopussy i un espant de mort (Octopussy and the Living Daylights, 1966) Recull d'històries curtes pòstum.

## Obres de continuació de Bond

### John Gardner
El 1981, l'escriptor John Gardner va ser abordat pels hereus de Fleming i li va demanar que escrivís una novel·la de continuació per a Bond. Encara que inicialment gairebé va rebutjar la sèrie, Gardner va escriure posteriorment 14 novel·les originals i dues novel·les de les pel·lícules entre Licence Renewed el 1981 i COLD el 1996. Amb la influència de l'editorial nord-americana, Putnam's, les novel·les de Gardner van mostrar un augment del nombre d'americanismes utilitzats al llibre. James Harker, escrivint The Guardian, va considerar que els llibres de Gardner estaven "perseguits per la ximpleria", donant exemples de Scorpius, on gran part de l'acció està ambientada a Chippenham, i Win, Lose or Die, on "Bond es fa amigable amb unaMaggie Thatcher" poc convincent". La mala salut va obligar a Gardner a retirar-se d'escriure les novel·les de Bond el 1996.
Gardner va declarar que volia "portar el Sr. Bond als anys vuitanta", encara que va conservar l'edat dels personatges tal com eren quan Fleming els va deixar. Tot i que Gardner va mantenir les edats iguals, va fer que Bond tingués les temples grises com un cop d'ull al pas dels anys. També es van produir altres efectes de la dècada de 1980, amb Bond fumant cigarrets baixos en quitrài cada cop més conscient de la salut.
El retorn de Bond el 1981 va veure informes dels mitjans de comunicació sobre el Bond més políticament correcte i la seva elecció de cotxe: un Saab 900 Turbo; Gardner el va posar més tard en un Bentley Mulsanne Turbo. Gardner també va actualitzar l'arma de foc de Bond: sota Gardner, Bond va portar inicialment una Browning 9mm abans de canviar a un Heckler & Koch VP70 i després un Heckler & Koch P7. També es revela que Bond va participar en la guerra de les Malvines de 1982. Gardner va actualitzar els personatges de Fleming i va utilitzar líders polítics contemporanis a les seves novel·les; també va utilitzar l'aparell d'alta tecnologia de la Q Branch de les pel·lícules, encara que Jeremy Black va observar que Bond depèn més de la tecnologia que de les seves pròpies habilitats individuals. La sèrie de Gardner vinculava a Bond amb les novel·les de Fleming en lloc de les encarnacions cinematogràfiques i es referia als esdeveniments tractats a les històries de Fleming.

### Raymond Benson
Després de la jubilació de John Gardner, Raymond Benson va assumir el càrrec d'autor de Bond el 1996; com a primer autor nord-americà de Bond va ser una elecció controvertida. Benson havia escrit prèviament la no ficció The James Bond Bedside Companion, publicada per primera vegada el 1984. El primer treball de Benson va ser un conte, "Blast from the Past", publicat el 1997. En aquell moment . va passar a altres projectes el 2002, Benson havia escrit sis novel·les de Bond, tres novel·les i tres contes. El seu darrer treball de Bond va ser The Man with the Red Tattoo, publicat el 2002.
| «                  | A les novel·les de Bond i la seva mena, la trama ha d'amenaçar no només el nostre heroi sinó la civilització tal com la coneixem. La cirereta del pastís és utilitzar indrets exòtics que la "gent normal" només fantasieja amb visitar, i introduir-se en dosis essencials de sexe i violència per generar interès. | » |
| — Raymond Benson [ | |   |

Benson va seguir el patró de Gardner d'establir Bond en el període contemporani de la dècada de 1990 i, segons Jeremy Black, va tenir més ressons de l'estil de Fleming que John Gardner, també va canviar l'arma de Bond de nou a la Walther PPK, el va posar al volant d'un Jaguar XK8 i el va fer jurar més. James Harker va assenyalar que "mentre que el Bond de Fleming havia estat un lector d' l'Express; el de Benson és positivament top vermell. Ell és el primer a tenir sexe en grup... i el primer a visitar una prostituta", mentre que Black nota un nivell més gran de cruesa que manca en Fleming o Gardner. En una entrevista de 1998, Benson va descriure la seva versió de Bond com un personatge més despietat i fosc, afirmant que "Bond no és un noi agradable. Bond és un assassí... És un antiheroi."

### Altres

#### Kingsley Amis
El 1967, quatre anys després de la mort de Fleming, els seus marmessors literaris, Glidrose Productions, es van acostar a Kingsley Amis i li van oferir 10.000 lliures (£ 193.097 del 2021) per escriure la primera novel·la de continuació de Bond. El resultat va ser Colonel Sun publicat el 1968 amb el pseudònim de Robert Markham. El periodista James Harker va assenyalar que tot i que el llibre no era literari, era elegant. Raymond Benson va assenyalar que el personatge de Bond i els esdeveniments de les novel·les anteriors es mantenien a Colonel Sun, dient que "és el mateix home fosc i guapo que es va presentar per primera vegada a Casino Royale".

#### Sebastian Faulks
Després que Gardner i Benson seguissin a Amis, hi va haver un període de sis anys fins que Ian Fleming Publications va encarregar a Sebastian Faulks d'escriure una nova novel·la de Bond, que es va publicar el 28 de maig de 2008, el centenari del naixement d'Ian Fleming. El llibre, titulat Devil May Care, va ser publicat al Regne Unit per Penguin Books i per Doubleday als Estats Units.
Faulks va ignorar el període establert per Gardner i Benson i, en canvi, va tornar al que feien servir Fleming i Amis, basant la seva novel·la als anys 60; també va aconseguir utilitzar una sèrie de pedres de toc culturals dels anys seixanta al llibre. Faulks també va ser fidel al caràcter i els antecedents originals de Bond, i va proporcionar "un heroi flamenc" que conduïa un Bentley de la sèrie T de color gris de 1967.

#### Jeffery Deaver
El 26 de maig de 2011 l'escriptor nord-americà Jeffery Deaver, per encàrrec de Ian Fleming Publications, va publicar Carte Blanche.Deaver va reiniciar la cronologia de Bond, separada de les línies de temps de qualsevol dels autors anteriors, afirmant que va néixer l'any 1980; la novel·la també va veure a Bond en una agència posterior a l'11 de setembre, independentment del MI5 o el MI6.
| « | Les pel·lícules no em van influir gens ni les novel·les de continuació. Volia tornar al Bond original, que és fosc i nerviós, té molt sentit de la ironia i l'humor i és extremadament patriòtic i disposat a sacrificar-se per la reina i el país. És extremadament lleial, però té aquesta fosca capa sobre ell perquè és un assassí, i lluita amb això. Sempre l'he trobat tot un representant de l'era moderna. | » |

Mentre la cronologia va canviar, Deaver va incloure una sèrie d'elements de les novel·les de Fleming, inclosos els gustos de Bond pel menjar i el vi, els seus aparells i "els noms bastant absurds d'alguns dels personatges femenins".

#### William Boyd
El 2013 es va estrenar la novel·la de continuació de William Boyd, Solo, va ignorar el nou període de Deaver i es va establir el 1969.

#### Anthony Horowitz
El setembre de 2015 l'autor Anthony Horowitz va publicar Trigger Mortis; una novel·la que conté material escrit, però inèdit, de Fleming. Està ambientada l'any 1957, dues setmanes després dels esdeveniments de la novel·la Goldfinger de Fleming.
El maig del 2018 Horowitz va estrenar Forever and a Day; de nou conté material inèdit de Fleming. Està ambientat l'any 1950, abans dels esdeveniments de Casino Royale, i detalla a fons els esdeveniments que van portar a la promoció de Bond a l'estatus 00 i es va convertir en el personatge que és de la novel·la original de Fleming.
Horowitz va publicar una tercera novel·la de Bond, With a Mind to Kill, l'any 2022. Aquesta novel·la està ambientada després dels esdeveniments de The Man with the Golden Gun i inclou el MI6 que envia Bond de tornada a Rússia per infiltrar-se al mateix grup que li va rentar el cervell. per intentar matar M, plantant proves falses que Bond va tenir èxit en la seva missió. Bond és capaç d'eliminar el cap del grup i frustrar un assassinat previst, però la novel·la acaba amb la decisió d'abandonar el servei, ja que s'ha cansat del seu propi paper a l'obra, fins al punt que es troba en una posició en què podria ser l'objectiu d'un franctirador i no expressa cap preocupació pel seu destí.

## Young Bond
L'any 2005, l'autor i còmic Charlie Higson va estrenar SilverFin, la primera de cinc novel·les i una història curta de la vida d'un jove James Bond; el seu treball final va ser el conte "A Hard Man to Kill", publicat com a part de l'obra de no ficció Danger Society: The Young Bond Dossier, el llibre acompanyant de la sèrie Young Bond. Young Bond està ambientada a la dècada de 1930, la qual cosa encaixaria la cronologia amb la de Fleming.
| «                | M'he allunyat deliberadament de qualsevol cosa posterior a Fleming. Els meus llibres estan dissenyats per encaixar amb el que va escriure Fleming i res més. Tampoc volia deixar-me influenciar per cap dels altres llibres... ara com ara la meva Bíblia és Fleming. | » |
| — Charlie Higson | |   |

Higson va declarar que la propietat de Fleming li va ordenar que ignorés totes les altres interpretacions de Bond, excepte la versió original de Fleming. Com a rerefons de la infància de Bond, Higson va utilitzar l'obituari de Bond a You Only Live Twice, així com la seva pròpia infància i la de Fleming. En formar el primer personatge de Bond, Higson va crear els orígens d'alguns trets de caràcter de Bond, inclòs el seu amor pels cotxes i el bon vi.
Steve Cole va continuar la història de Young Bond amb quatre novel·les més.

## Adaptacions
Les adaptacions de Bond van començar a principis dels escrits de Fleming, amb la CBS pagant-li 1.000 dòlars (10.100 dòlars en dòlars del 2021) per adaptar la seva primera novel·la, Casino Royale, a una aventura televisiva d'una hora; que es va emetre el 21 d'octubre de 1954. El personatge de Bond, interpretat per Barry Nelson, va ser canviat per "Card Sense" Jimmy Bond, un agent nord-americà que treballava per a "Combined Intelligence".
El 1957 el diari Daily Express va adaptar les històries de Fleming en format de tira còmica. Per tal d'ajudar els artistes, Fleming va encarregar un esbós per mostrar com veia a Bond; l'il·lustrador John McLusky va considerar la versió de Fleming massa "antiquada" i "preguerra" i va canviar Bond per donar-li un aspecte més masculí.
El 1962 Eon Productions, la companyia del canadenc Harry Saltzman i el nord-americà Albert R. "Cubby" Broccoli va estrenar la primera adaptació cinematogràfica d'una novel·la de Fleming, Agent 007 contra el Dr. No, amb Sean Connery com a 007. A partir d'aquí,les aventures de James Bond han estat portades al cinema en nombroses ocasions al llarg de més de 40 anys. El seu personatge ha estat interpretat per 6 actors diferents a mesura que passaven els anys; Sean Connery, George Lazenby, Roger Moore, Timothy Dalton, Pierce Brosnan i Daniel Craig. També van estar a punt de ser escollits actors com Rex Harrison, Richard Burton, David Niven i Cary Grant. A més de semblar diferent, cadascun dels actors ha interpretat el paper de Bond d'una manera diferent.

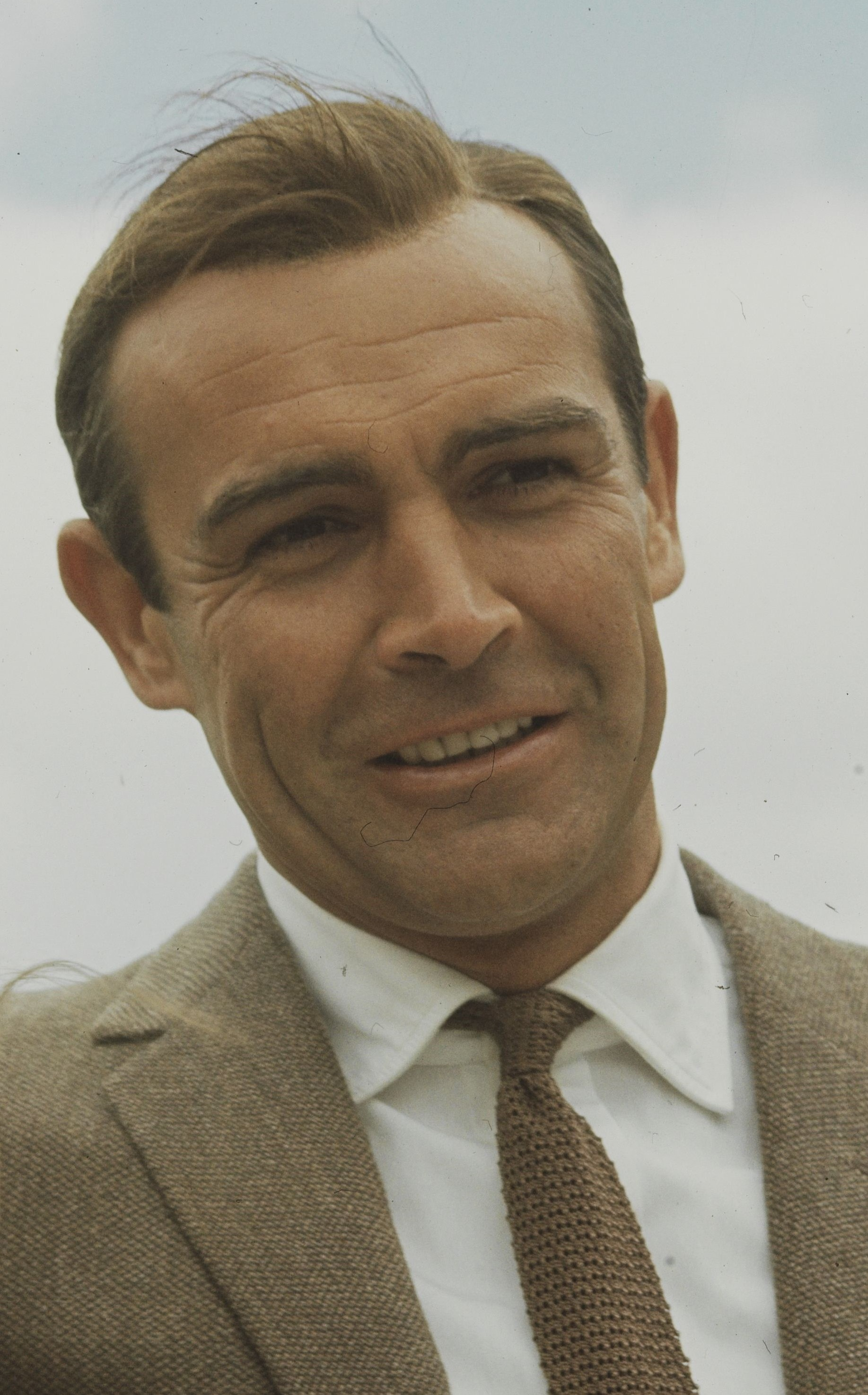
Sean Connery
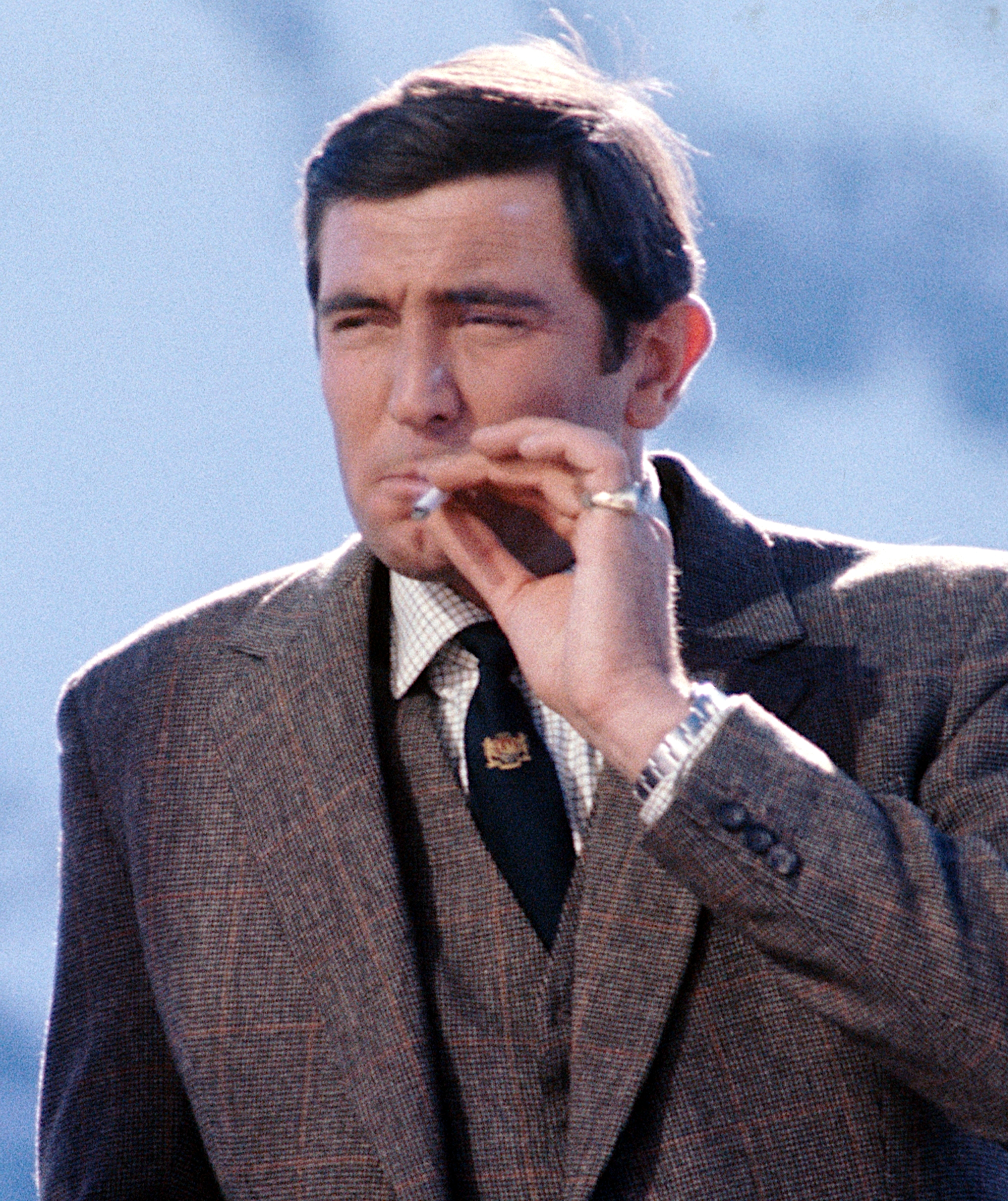
George Lazenby
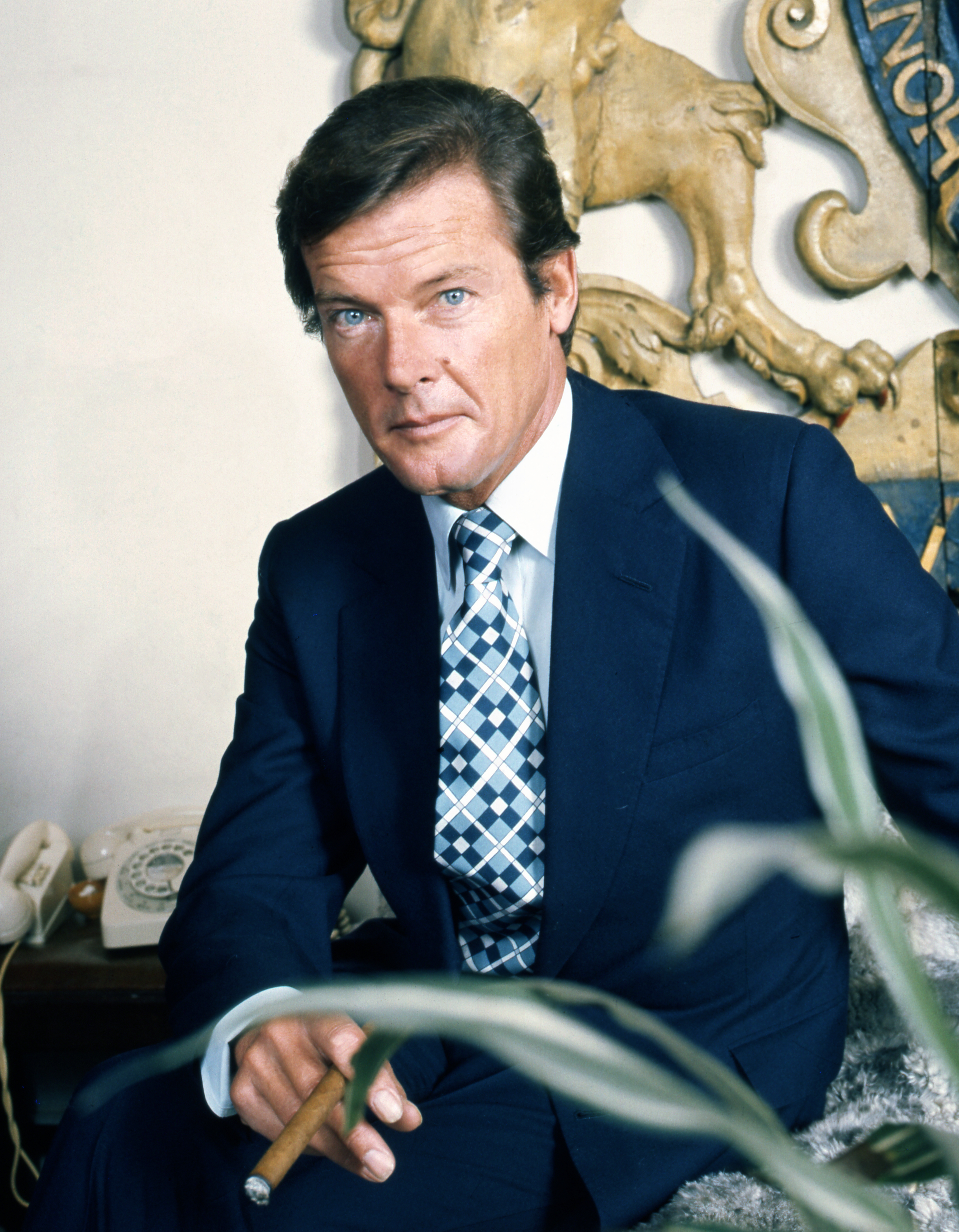
Roger Moore
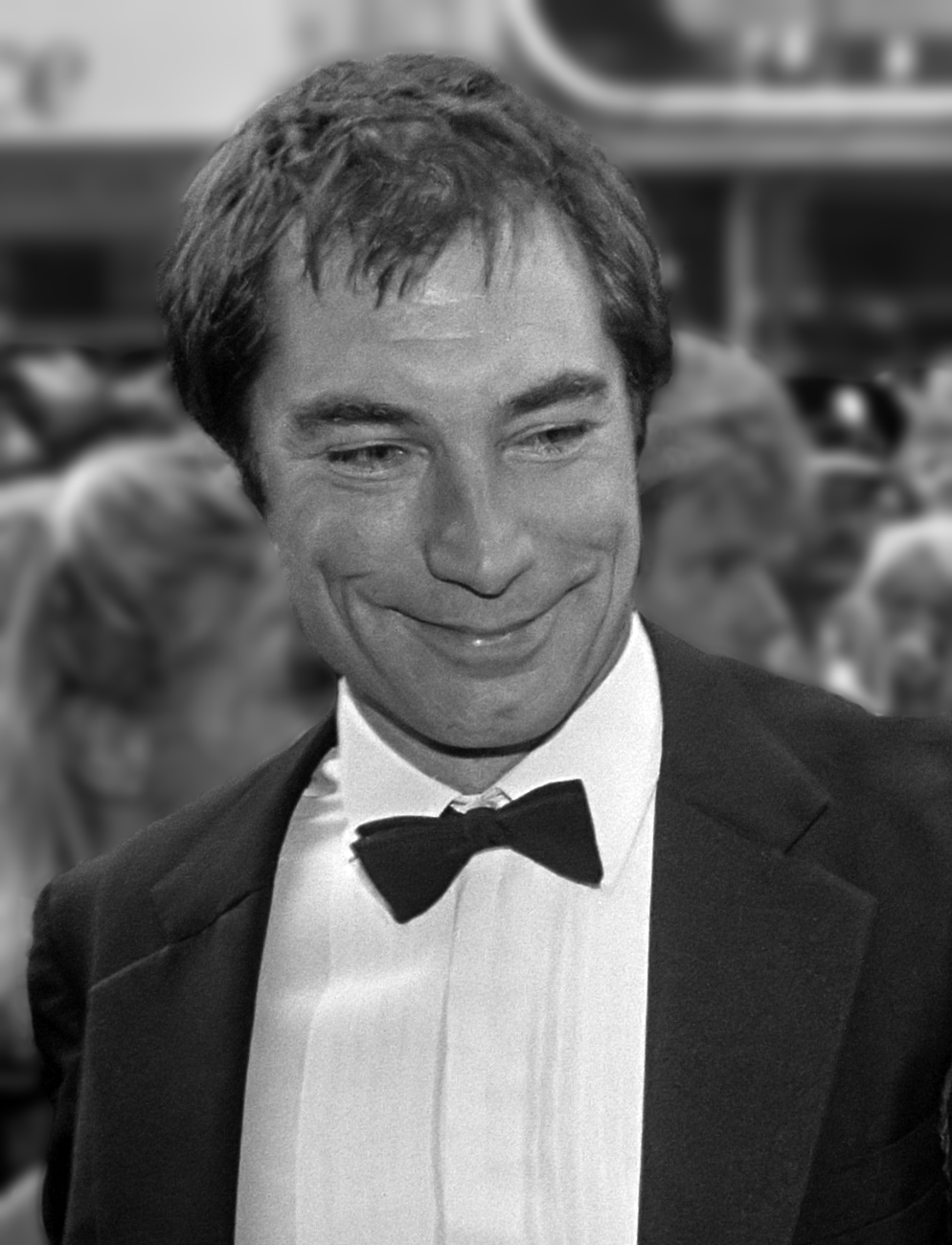
Timothy Dalton
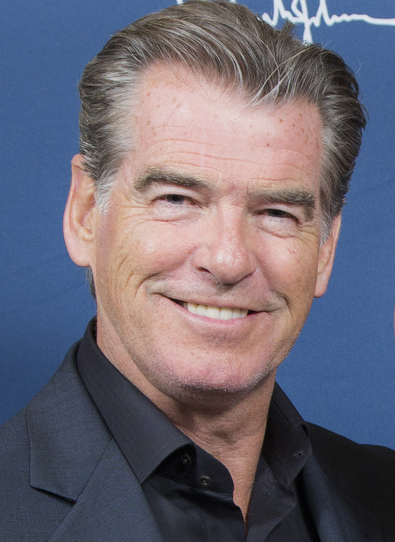
Pierce Brosnan
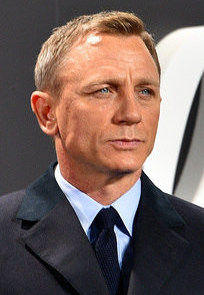
Daniel Craig

Les pel·lícules editades per EON films constitueixen una llarga llista:
| any/actors | Sean Connery               | George Lazenby                      | Roger Moore               | Timothy Dalton      | Pierce Brosnan             | Daniel Craig      |
| ---------- | -------------------------- | ----------------------------------- | ------------------------- | ------------------- | -------------------------- | ----------------- |
| 1962       | Agent 007 contra el Dr. No |                                     |                           |                     |                            |                   |
| 1963       | Des de Rússia amb amor     |                                     |                           |                     |                            |                   |
| 1964       | Goldfinger                 |                                     |                           |                     |                            |                   |
| 1965       | Operació Tro               |                                     |                           |                     |                            |                   |
| 1967       | Només es viu dues vegades  |                                     |                           |                     |                            |                   |
| 1969       |                            | 007 al servei secret de Sa Majestat |                           |                     |                            |                   |
| 1971       | Diamants per a l'eternitat |                                     |                           |                     |                            |                   |
| 1973       |                            |                                     | Viu i deixa morir         |                     |                            |                   |
| 1974       |                            |                                     | L'home de la pistola d'or |                     |                            |                   |
| 1977       |                            |                                     | L'espia que em va estimar |                     |                            |                   |
| 1979       |                            |                                     | Moonraker                 |                     |                            |                   |
| 1981       |                            |                                     | Només per als teus ulls   |                     |                            |                   |
| 1983       |                            |                                     | Octopussy                 |                     |                            |                   |
| 1985       |                            |                                     | Panorama per matar        |                     |                            |                   |
| 1987       |                            |                                     |                           | Alta tensió         |                            |                   |
| 1989       |                            |                                     |                           | Llicència per matar |                            |                   |
| 1995       |                            |                                     |                           |                     | Goldeneye                  |                   |
| 1997       |                            |                                     |                           |                     | El demà no mor mai         |                   |
| 1999       |                            |                                     |                           |                     | Amb el món no n'hi ha prou |                   |
| 2002       |                            |                                     |                           |                     | Mor un altre dia           |                   |
| 2006       |                            |                                     |                           |                     |                            | Casino Royale     |
| 2008       |                            |                                     |                           |                     |                            | Quantum of Solace |
| 2012       |                            |                                     |                           |                     |                            | Skyfall           |
| 2015       |                            |                                     |                           |                     |                            | Spectre           |
| 2021       |                            |                                     |                           |                     |                            | No Time to Die    |

### Pel·lícules no oficials
- Casino Royale (1954)
- Casino Royale (1967)
- Mai diguis mai més (1983)